# Gozdy
Gozdy [pronunciación en polaco: /ˈɡɔzdɨ/] es un pueblo en el distrito administrativo de Gmina Brzeźnio, dentro del condado de Sieradz, Voivodato de Łódź, en el centro de Polonia. Se encuentra a unos 4 kilóemtros al sur de Brzeźnio, 19 kilómetros al suroeste de Sieradz, y 70 kilómetros suroeste de la capital regional Łódź.